# Boris Razinsky
Boris Davidovich Razinsky (en russe : Борис Давидович Разинский), né le 12 juillet 1933 à Lioubertsy et mort le 6 août 2012 à Moscou, est un footballeur puis entraîneur soviétique puis russe.

## Palmarès
Spartak Moscou
- Champion d'Union soviétique en 1953.

 CSKA Moscou
- Vainqueur de la Coupe d'Union soviétique en 1955.

 Union soviétique
- Champion olympique en 1956.